# Nazionale maschile di hockey su prato di Trinidad e Tobago
La nazionale di hockey su prato di Trinidad e Tobago è la squadra di hockey su prato rappresentativa di Trinidad e Tobago.

## Partecipazioni

### Mondiali
- 1971-2006 – non partecipa

### Olimpiadi
- 1908-2008 – non partecipa

### Champions Trophy
- 1978-2008 – non partecipa

### Pan American Cup
- 2000 - ?
- 2004 - 4º posto